# Катена
У лінгвістиці, катена (англ. catena «низка, низка»; від лат. catena «ланцюг») — синтаксична і морфологічна одиниця, тісно пов'язана з граматиками залежностей. Вона є гнучкішим і осяжнішим поняттям, ніж складник, і тому, ймовірно, може краще слугувати фундаментальною одиницею синтаксичного і морфосинтаксичного аналізу.
Поняття катени, введене у лінгвістику Вільямом О'Ґреді 1998 року, пізніше помітили інші лінгвісти і застосували до синтаксису ідіосинкратичних значень різних видів, синтаксису механізмів еліпсису (геппінг, стриппінг, еліпсис VP, псевдогеппінг, слусінг, фрагментованість, порівняльний еліпсис), до синтаксису предикат — актантних структур і синтаксису розривних конструкцій (топікалізація, wh-пересування, скремблінг, екстрапозиція тощо).

## Визначення
Катена вводиться так:
Катена
Будь-який елемент (слово або морф) або будь-яка комбінація елементів, нерозривна у вертикальному вимірі (за віссю Y).
У термінах теорії графів, будь-яке синтаксичне дерево або підграф дерева є катеною. В цьому відношенні, кожен складник — катена, але існує багато катен, які не є складниками. Таким чином, складник — це підвид катени.
Будь-який окремий елемент (слово або морф) або комбінація елементів, пов'язані у вертикальному вимірі — це катена. Структуру речення розглядається у двох вимірах. Комбінації, утворені вздовж горизонтального виміру (за порядком передування), називаються рядками, тоді як комбінації, утворені вздовж вертикального виміру (за порядком домінації) — катени. У термінах декартової системи координат, рядки існують уздовж осі X, а катени — уздовж осі Y.

## Чотири одиниці

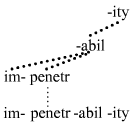
Приклад морфологічної катени

Розуміння катени грунтується на різниці між катеною й іншими схожими одиницями. Існують чотири одиниці (включно з катеною), пов'язані в цьому відношенні: рядок, катена, компонента і складник. Визначення катени наведено тут повторно для порівняння з визначеннями трьох інших одиниць:
Рядок
Будь-який елемент (слово або морф) або будь-яка комбінація елементів, нерозривний у горизонтальному вимірі (за віссю X).
Катена
Будь-який елемент (слово або морф) або будь-яка комбінація елементів, нерозривний у вертикальному вимірі (за віссю Y).
Компонента
Будь-який елемент (слово або морф) або будь-яка комбінація елементів, що є одночасно і рядком і катеною.
Складник
Будь-яка компонента, що є повною.
Компонента є повною, якщо вона включає всі елементи, над якими домінує її коренева вершина. Рядок і катена очевидним чином доповнюють одне одного, а визначення складника по суті не відрізняється від того, що дається в більшості синтаксичних теорій, де складник розуміється як такий, що складається з будь-якої вершини з усіма вершинами, над якими домінує ця вершина.
Ці визначення проілюструємо за допомогою такого дерева залежностей. Великі латинські літери використано для скорочення слів:
Перерахуємо всі різні рядки, катени, компоненти і складники цього дерева:
21 різний рядок
A, B, C, D, E, F, AB, BC, CD, DE, EF, ABC, BCD, CDE, DEF, ABCD, BCDE, CDEF, ABCDE, BCDEF, ABCDEF
24 різних катени
A, B, C, D, E, F, AB, BC, CF, DF, EF, ABC, BCF, CDF, CEF, DEF, ABCF, BCDF, BCEF, CDEF, ABCDF, ABCEF, BCDEF, ABCDEF
14 різних компонент
A, B, C, D, E, F, AB, BC, EF, ABC, DEF, CDEF, BCDEF, ABCDEF
6 різних складників
A, D, E, AB, DEF, ABCDEF
Варто відзначити той факт, що дерево містить 39 різних комбінацій слів, які не є катенами: наприклад, AC, BD, CE, BCE, ADF, ABEF, ABDEF тощо. Примітно також, що тут всього шість складників, але 24 катени. Таким чином, у цьому дереві катен у чотири рази більше, ніж складників. Охоплення і гнучкість катени як одиниці аналізу стають очевидними.
Діаграма Венна дає уявлення про те, як чотири одиниці співвідносяться між собою.